# Maurice Duval (préfet)
Pour les articles homonymes, voir préfet Duval et Duval.
Maurice Duval (né Maurice-Jean Duval à Versailles le 11 juillet 1778 et mort à Paris le 16 octobre 1861) est un haut fonctionnaire français, préfet, conseiller d'État et pair de France. 

## Parcours
- 1809 : Auditeur au Conseil d'État
- 1810 - 1814 : Préfet des Apennins pendant le Premier Empire.
- 22 mars 1815 - 6 avril 1815 : Préfet de la Côte-d'Or pendant les Cent-Jours.
- 6 avril 1815 - 12 juillet 1815 : Préfet de l'Eure pendant les Cent-Jours.
- Il fait de l'opposition pendant la Restauration
- 1830 : Conseiller d'État pendant la monarchie de Juillet.
- Avril 1831 - janvier 1832 : Préfet des Pyrénées-Orientales pendant la monarchie de Juillet
- 19 janvier 1832 - 12 mai 1832 : Préfet de l'Isère, démis après les troubles à Grenoble commencés pendant le Mardi-Gras [2].
- 11 octobre 1832 - .... : Pair de France.
- Octobre 1832 - juin 1840 : Préfet de la Loire-Inférieure. C'est lui qui fait arrêter Marie-Caroline de Bourbon-Siciles (1798-1870), duchesse de Berry[3].
- 1840 - 1848 Pair de France pendant la monarchie de Juillet.
- 1840 - 1845 Conseiller d'État.
- 19 juillet 1841 - avril 1842 Conseiller extraordinaire à Toulouse, chargé provisoirement des fonctions de préfet de la Haute-Garonne pour supprimer les émeutes de Toulouse[4].
- 1845 - 1847 Préfet du Nord. Il fait durement face à la grève des mineurs d'Anzin et de Denain en juillet 1846[5].
- Il prend sa retraite.
- 1851 : le 2 décembre, pendant le Coup d'État du 2 décembre 1851 préludant la fin de la Deuxième République, il est membre de la Commission consultative, et du 6 au 13 décembre de cette année il est commissaire extraordinaire dans la région de l'Ouest (Bretagne et Vendée) pour y remettre de l'ordre.

## Honneurs
- Grand officier de la Légion d’honneur en 1840.
- Chevalier de l'ordre de la Couronne de fer, ordre du royaume d’Italie (1805-1814).
- La rue Maurice-Duval à Nantes porte son nom.